# Фредерика Матюз-Грийн
Фредерика Матюз-Грийн (на английски: Frederica Mathewes-Green) е американска лекторка, главно по теми, свързани с източноправославното вярване и практика, и писателка на произведения в жанра книги за самопомощ и посветени на православната вяра и живот. В България е издавана и като Фредерика Матюс-Грийн.

## Биография и творчество
Фредерика Матюз-Грийн е родена на 27 октомври 1952 г. в Чарлстън, Южна Каролина, САЩ. Получава бакалавърска степен по английска филология от Университета на Южна Каролина и магистърска степен по богословски науки от Теологичната семинария на Вирджиния през 1977 г. През 1974 г. се омъжва за Грегъри Матюз-Грийн, свещеник (сега пастор на православната църква „Свети Кръст“ близо до Балтимор), с когото имат три деца.
В младостта си тя е горещ привърженик и активист на феминисткото движение в Америка и участва в борбата за узаконяване на аборта. Години по-късно последиците от успеха и вълната от аборти в САЩ, я карат да преосмисли своите позиции и да изследва по-дълбоко този феномен. Продължава да бъде застъпник за правата на жените, но в подкрепа на живота. Била е вицепрезидент на Feminists for Life of America и член на управителния комитет на Common Ground Network for Life and Choice – организация, която чрез диалог обединява привържениците и противниците на аборта. Тя и семейството ѝ приемат православието от Епископалната църква през 1993 г.
Първата ѝ книга „Истинските избори: да се вслушаме в жените, алтернативи на аборта“ е издадена през 1994 г. Авторката съзнателно остава встрани от шумния, често грозен и изчерпал се спор относно абортите, като подема трудната тема и заема позицията за намирането на решение.
Фредерика Матюз-Грийн е член на Бюрото на православните говорители, коментатор е към Националното обществено радио, и записва книги като доброволец в Мрежата за радиочетене за незрящи. Авторка е на над 700 статии публикувани в националните медии.
През 2019 г. получава отличието „доктор хонорис кауза“ по литература от презветарианския университет „Кинг“.
Фредерика Матюз-Грийн живее със семейството си в Джонсън Сити, Тенеси.

## Произведения
- Real Choices: Listening to Women; Looking for Alternatives to Abortion (1994)[1][2]
Истинските избори: да се вслушаме в жените, алтернативи на аборта, изд. „Омофор“ (2022), прев. Персиана Пастухова
- Facing East: A Pilgrim's Journey into the Mysteries of Orthodoxy (1997)
- At the Corner of East and Now: A Modern Life in Ancient Christian Orthodoxy (1999)
- The Illumined Heart: The Ancient Christian Path of Transformation (2001)
- Gender: Men, Women, Sex and Feminism (2002)
Полът – мъже, жени, пол, феминизъм, изд. „Синтагма“ Велико Търново (2010), прев. Гергана Стойчева
- The Open Door: Entering the Sanctuary of Icons and Prayer (2003)
- First Fruits of Prayer: A Forty-Day Journey Through the Canon of St. Andrew (2005)
- A Companion Guide to the Illumined Heart: The Ancient Christian Path of Transformation (2006)
- The Lost Gospel of Mary: The Mother of Jesus in Three Ancient Texts (2007)
- The Jesus Prayer: The Ancient Desert Prayer that Tunes the Heart to God (2009)
- Praying the Jesus Prayer (2011)
- Welcome to the Orthodox Church: An Introduction to Eastern Christianity (2015)